# Fikcje (zbiór opowiadań)
Fikcje – najbardziej znany zbiór opowiadań Jorge Luisa Borgesa, z 1944 roku. Właściwie jest to połączenie zbiorku Ogród o rozwidlających się ścieżkach (1941, 8 utworów) z nową częścią o tytule Twory wyobraźni (6 utworów). W wydaniu z 1956 roku autor dodał jeszcze trzy opowiadania do Tworów wyobraźni. Przekład angielski z 1962 roku był główną siłą napędową światowej sławy Borgesa w latach 60.

## Treść
Część I: Ogród o rozwidlających się ścieżkach (El jardín de senderos que se bifurcan)
- Prolog
- Tlön, Uqbar, Orbis Tertius (1940)
- Poszukiwanie Al-Mutasima (El acercamiento a Almotásim) (1936, opowiadanie niewłączone do wydania z 1941 roku)
- Pierre Menard, autor Don Kichota (Pierre Menard, autor del Quijote) (1939)
- Koliste ruiny (Las ruinas circulares) (1940)
- Loteria w Babilonie (La lotería en Babilonia) (1941)
- Analiza twórczości Herberta Quaina (Examen de la obra de Herbert Quain) (1941)
- Biblioteka Babel (La biblioteca de Babel) (1941)
- Ogród o rozwidlających się ścieżkach (El jardín de senderos que se bifurcan) (1941)

Część II: Twory wyobraźni (Artificios)
- Prolog
- Pamiętliwy Funes (Funes el memorioso) (1942)
- Blizna (La forma de la espada) (1942)
- Temat zdrajcy i bohatera (Tema del traidor y del héroe) (1944)
- Śmierć i busola (La muerte y la brújula) (1942)
- Tajemny cud (El milagro secreto) (1943)
- Trzy wersje Judasza (Tres versiones de Judas) (1944)
- Zakończenie (El fin) (1953, w 2. wydaniu)
- Sekta Feniksa (La secta del Fénix) (1952, w 2. wydaniu)
- Południe (El Sur) (1953, w 2. wydaniu)

## Motywy
Przewijające się motywy to: labirynt, narratorzy o nazwisku Borges, stosowanie wstawek w języku angielskim, szczegółowe opisy wymyślonych książek, kwestie filozoficzne, popadanie w ruinę, gry strategiczne i losowe, spiski i tajne stowarzyszenia, grupy etniczne, zwłaszcza takie, z których wywodził się autor.